# Highland (Kalifornia)

Położenie Highland w hrabstwie San Bernardino

Highland – miasto w Stanach Zjednoczonych położone w południowo-zachodniej części hrabstwa San Bernardino w Kalifornii. Liczba mieszkańców 44 605 (2000).

## Położenie
Highland położone jest w rejonie metropolitalnym Los Angeles, oraz w regionie Inland Empire. Znajduje się ok. 104 km na wschód od Los Angeles. Graniczy od zachodu ze stolicą hrabstwa, miastem San Bernardino.

## Historia
Highland zostało założone w 1891, w 1987 roku otrzymało prawa miejskie.